# 南沙織ヒット全曲集 -1975年版-
『南沙織ヒット全曲集』（みなみさおりヒットぜんきょくしゅう）は、南沙織のベスト・アルバム。1975年11月1日発売。発売元はCBSソニー。

## 解説
アルバムからの曲やリテイク音源を一切含まず、シングル曲のみで構成された初めてのシングルセレクション・アルバム。
リリース当時ヒット中だった「人恋しくて」がアルバム初収録された。次アルバム『人恋しくて』にはアルバム・ヴァージョンで収録されている。
アルバム単体作品としてはCD復刻化はされていないが、全楽曲は既に他タイトルCDで収録済み。

## 収録曲
- 全作詞: 有馬三恵子、作曲・編曲: 筒美京平（特記以外）

### Side A
1. 人恋しくて
  - 作詞: 中里綴、作曲: 田山雅充、編曲: 水谷公生
2. 想い出通り
  - 編曲: 萩田光雄
3. 女性
  - 編曲: 高田弘
4. 夏の感情
5. 夜霧の街
6. ひとかけらの純情

### Side B
1. 色づく街
2. 傷つく世代
3. 哀愁のページ
4. 純潔
5. 潮風のメロディ
6. 17才

## 関連作品
- 南沙織ヒット全曲集 -1974年版-
- 南沙織ヒット全曲集 -1976年版-

## 関連人物
- 有馬三恵子
- 筒美京平